# Eduardo Franco (actor)
Eduardo Franco (Yuma, Arizona, 29 de agosto de 1994) es un actor y cómico estadounidense de origen mexicano. Es conocido por sus papeles como Argyle en el popular drama de ciencia ficción de Netflix Stranger Things, Theo en la película sobre la mayoría de edad Booksmart y Spencer Diaz en la serie de falso documental American Vandal.

## Primeros años
Franco nació el 29 de agosto de 1994, en Yuma, Arizona, su padre es empresario y su madre es ama de casa, ambos son mexicanos, razón por la que este cuenta con ciudadanía mexicana también. Desde niño, Franco viajaba de un lado a otro de la frontera para visitar a su familia y cortarse el cabello en el salón de su tía que es estilista.  Según cuenta el mismo Franco, ir a México era emocionante ya que podía convivir con sus primos y comer comida mexicana, pero su regreso a Estados Unidos y su paso por las aduanas eran terribles. Razón por la que en su adolescencia no vistaba el país con frecuencia, al no visitar a su tía estilista, dejó crecer su cabello.
Actualmente vive en Los Ángeles.

## Carrera
A mediados de los 2010, Franco comenzó a actuar en varias comedias de televisión. En 2015 debutó  como Stu en Gamer’s Guide to Pretty Much Everything, la serie con Cameron Boyce y Sophie Reynolds. Ese mismo año, fue parte del elenco de Adam Ruins Everything (2015-17). En 2016 participó en The Skinny (2016) , donde interpretó a Jose y fue Justin en You’re the Worst (2016). Su primer crédito en la pantalla grande fue como Casper Avila en el cortometraje Plea (2017)
En 2017, Franco tuvo su primer papel importante, cuando fue elegido para interpretar a Spencer Diaz en la primera temporada de “American Vandal”.  Ese año, Franco también pudo ser visto en “Idiotsitter”, “Lady Dynamite” y “Good Game”.  En  2018 hizo su primera aparición en un largometraje como Jeremy Abelar en “El paquete”.  Luego, participó en  “La noche de las nerds” (2019), comedia con el protagonismo de Kaitlyn Dever y Beanie Feldstein, que fue aclamada por la crítica.
Con posterioridad, Franco protagonizó la película de Hulu The Binge (2020). El mismo año estrenó Superintelligence (2020); también formó parte del elenco de Conan (2020).

## Filmografía

### Cine
| Año  | Título                       | Personaje     | Notas                                   |
| ---- | ---------------------------- | ------------- | --------------------------------------- |
| 2018 | El paquete                   | Jeremy Abelar | Elenco principal; Película de Netflix   |
| 2019 | Booksmart                    | Theo          |                                         |
| 2020 | The Binge                    | Andrew        | Elenco principal                        |
| 2020 | Superintelligence            | Todd          |                                         |
| 2021 | We Broke Up                  | Mike          |                                         |
| 2021 | Queenpins                    | Greg          |                                         |
| 2021 | Koati                        | Pako (voz)    |                                         |
| 2023 | Ruby Gillman, Teenage Kraken | Trevin        |                                         |
| 2023 | Self Reliance                | P.A Ninja     |                                         |
| 2024 | Y2K                          |               | Solo tráiler, sin información adicional |

## Televisión
| Año           | Título                                  | Personaje            | Notas                                           | Referencias |
| ------------- | --------------------------------------- | -------------------- | ----------------------------------------------- | ----------- |
| 2015-2017     | Gamer's Guide to Pretty Much Everything | Stu                  | 7 episodios                                     | [ 5 ]       |
| 2015-2017     | Adam Ruins Everything                   | Gavis                | 4 episodios                                     |             |
| 2016          | The Skinny                              | Jose                 | Episodio: "Squad"                               |             |
| 2017          | Lopez                                   | Miembro de Audiencia | Episodio: "George Gets Schooled"                |             |
| 2017          | Good Game                               | Gamer                | Episodio: "Everyone Calls Everyone Else a Nazi" |             |
| 2017          | American Vandal                         | Spencer Diaz         | Elenco principal (temporada 1); 6 episodios     | [ 6 ]       |
| 2018          | The Cool Kids                           | Spider               | Episodio: "Pilot"                               |             |
| 2020          | Conan                                   | Jacob                | Episodio: "Kumail Nanjiani                      |             |
| 2021-presente | La casa de muñecas de Gabby             | DJ Catnib (voz)      | 7 episodios                                     |             |
| 2022-presente | Stranger Things                         | Argyle               | Elenco principal (temporada 4); 8 episodios     | [ 7 ]       |